# Illgau
Illgau est une commune suisse du canton de Schwytz, située dans le district de Schwytz.

## Géographie

Vue aérienne de 2300 m par Walter Mittelholzer (1928)

Selon l'Office fédéral de la statistique, Illgau mesure 10,89 km2.

## Démographie
Selon l'Office fédéral de la statistique, Illgau possède 815 habitants fin 2022. Sa densité de population atteint 75 hab./km².
Le graphique suivant résume l'évolution de la population d'Illgau entre 1850 et 2008 :